# Stanisław Morgenstern
Stanisław Morgenstern (ur. 1806 lub 29 listopada 1807 w Krakowie, zm. 18 stycznia 1880 w Odporyszowie) – polski duchowny rzymskokatolicki narodowości niemieckiej, proboszcz parafii w Lisiej Górze (1835–1848), proboszcz połączonych parafii w Żabnie i Odporyszowie (1849–1880), powstaniec styczniowy, poseł do Sejmu Krajowego Galicji we Lwowie i do Rady Państwa w Wiedniu I kadencji (1861–1867), poseł do Sejmu Galicyjskiego II kadencji (1867–1869), działacz niepodległościowy, promotor oświaty i trzeźwości.

## Życiorys
Matka Katarzyna z d. Bankhofer (zmarła w 1839 w Lisiej Górze) i ojciec Stanisław Morgenstern (oboje narodowości niemieckiej) byli właścicielami dóbr ziemskich, pochodzili z Uherska (niem. Ungarisch Hradisch, obecnie Uherské Hradiště w Czechach). Do 1812 mieszkał z rodzicami w Krakowie, po czym cała rodzina przeniosła się do Galicji, gdzie dzierżawili majątki ziemskie w powiatach: wadowickim, bocheńskim i tarnopolskim. Miał trzy siostry: Barbarę, Mariannę, Wiktorię oraz trzech braci: Ignacego, Józefa, Jana. Uczęszczał do szkół w Białej, Myślenicach, Muszynie, następnie ukończył gimnazjum w Podolińcu. Studiował filozofię we Lwowie, Egerze i Chebie, gdzie rozpoczął studia teologiczne, które kontynuował we Lwowie. W 1830 otrzymał święcenia diakonatu. W oczekiwaniu na osiągnięcie wieku kanonicznego, wymaganego do święceń prezbiteratu, pracował w Wojniczu. Święcenia kapłańskie otrzymał w styczniu 1831 w Przemyślu i został skierowany do parafii w Choczni w diecezji tarnowskiej. Od 1833 był wikariuszem w katedrze, katechetą szkoły żeńskiej i kapelanem szpitala wojskowego w Tarnowie. 8 czerwca 1835 został proboszczem parafii w Lisiej Górze. Należał do grona spiskowców, przygotowujących powstanie krakowskie. Zaprosił okoliczne ziemiaństwo na kolację w dzień Bożego Narodzenia 1845, aby rozprawiać o jego rychłym wybuchu. W styczniu 1846 otrzymał dekret do Kamienicy, jednak placówki tej nie objął. Z powodu pogłosek nt. działalności konspiracyjnej wymierzonej w zaborców, w drodze powrotnej z Jawornik do Lisiej Góry w marcu 1846 został pojmany przez zgraję wieśniaków i przez całą noc trzymamy pod strażą w Żukowicach Nowych, stając się jedną z pierwszych ofiar rabacji galicyjskiej.
W relacji wydarzeń "rzezi tarnowskiej" ks. prof. Jan Kracik wskazuje na insynuacje wysuwane przez niektórych wrogów trzeźwości, jakoby jej promotorzy (w tym ks. Morgenstern) zmuszali chłopów do składania przysięgi na rewolucję pod pozorem ślubów na wstrzemięźliwość. 

W Lisiej Górze, gdzie proboszcz Stanisław Morgenstern w parafii liczącej 8 tysięcy wiernych doprowadził do 4700 ślubowań zupełnej wstrzemięźliwości, podobny zarzut oprawiono w znamienne reminiscencje. Oto aresztowany przez chłopów proboszcz, „gdy pod strażą siedział, przychodzili do niego z naigrawaniem, przemawiali do niego niektórzy: widzisz, coś wybroił na ambonie, jakoś to krzyczał, przysięgał, klękał, jakoś to zachęcał, jakoś to oczyma przewracał, aby nas tylko do buntu zapisać. Krzyczeli przeraźliwym głosem na niego: pozwól nam teraz pić, bo twoje życie teraz w naszych rękach. To, gdy często powtarzali z naleganiem, mówi im: róbcie co chcecie!”.

Z karczmy w Żukowicach Nowych został przewieziony do aresztu dla księży, który mieścił się w dawnym klasztorze oo. Bernardynów w Tarnowie. Skazany przez władze austriackie na 20 lat ciężkiego więzienia w Szpilbergu, na skutek wydarzeń Wiosny Ludów w Cesarstwie Austriackim i amnestii dla więźniów politycznych ogłoszonej przez Franza Stadiona wyszedł na wolność po odsiedzeniu 25 miesięcy. Do Lisiej Góry powrócił 3 kwietnia 1848. 

### Proboszcz w Żabnie i Odporyszowie

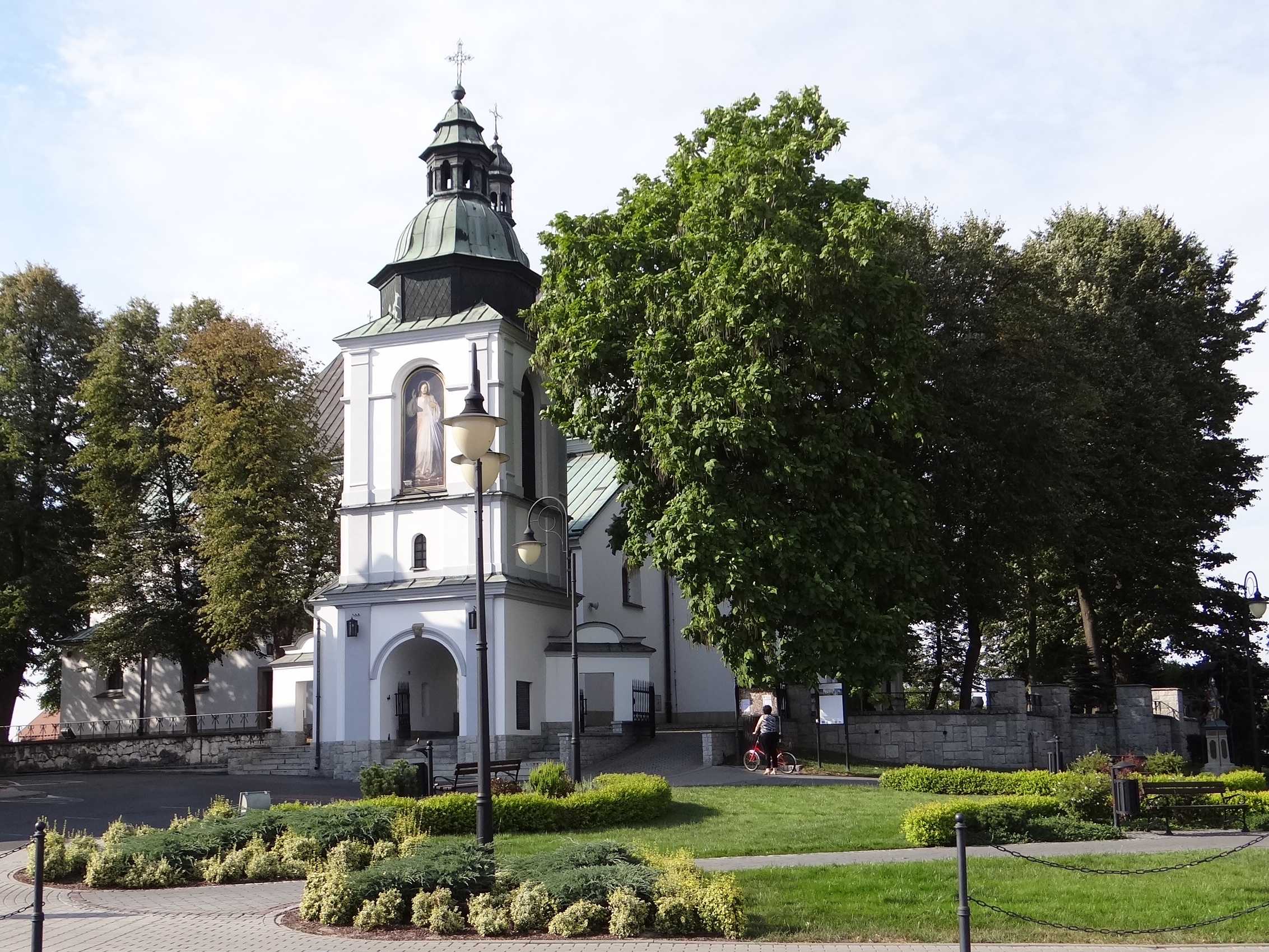
Kościół parafialny pw. Ducha Świętego w Żabnie

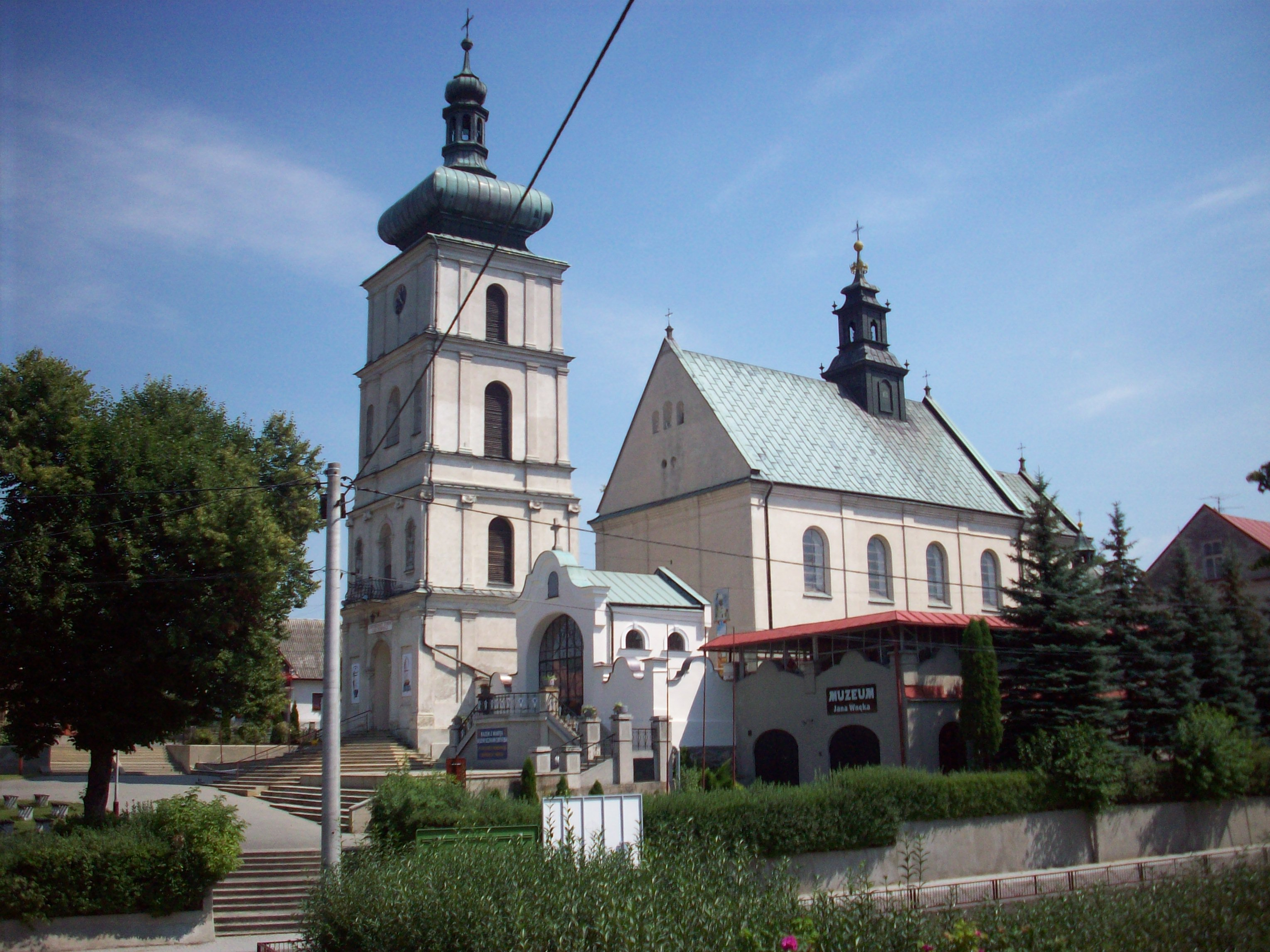
Sanktuarium Matki Bożej w Odporyszowie

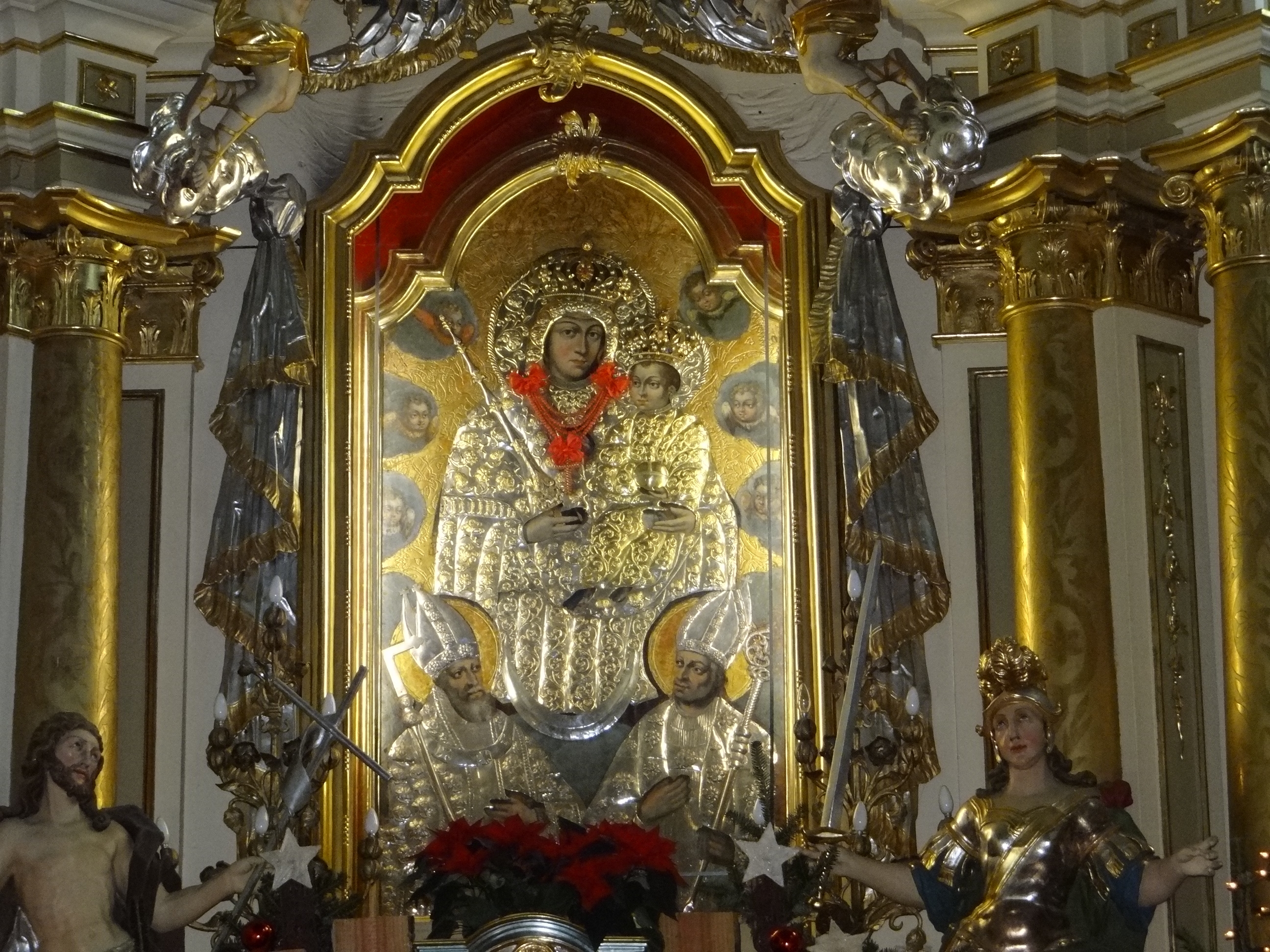
Łaskami słynący obraz Matki Bożej w Odporyszowie

Na kategoryczne żądanie władz austriackich został skierowany na placówkę w Żabnie i Odporyszowie. Obejmując 31 marca 1849 probostwo połączonych parafii, zastał sanktuarium mocno zapuszczonym. Przeprowadził jego kompleksowy remont i rozbudowę, zlecił podwyższenie wieży, odnowił polichromię kościoła, uporządkował cmentarz z kaplicą, zakupił sprzęty liturgiczne. W zapiskach zanotował:

To wszystko sprawiłem na chwałę Bożą i dla zbawienia dusz, dzięki szczególnej pomocy Bożej i własnym kosztem, wobec obojętności parafian i kolatorów kościoła.

Na początku lat pięćdziesiątych XIX w. odbył pielgrzymkę do Rzymu i Ziemi Świętej. Po powrocie do kraju przystąpił do budowy 52 kaplic na wzór palestyńskich. W tej liczbie, obok stacji drogi krzyżowej znajdowały się kaplice różańcowe i kaplice Siedmiu Boleści Matki Bożej. Rozbudował plebanię, dom mieszkalnych dla pracowników plebańskich i budynki gospodarcze. Własnym kosztem wybudował szkołę w Odporyszowie, a w Żabnie plebanię. Ożywił ruch pielgrzymkowy do łaskami słynącego obrazu Matki Bożej Odporyszowskiej i ułożył kilka pieśni.
W 1861 uzyskał mandat do Sejmu Krajowego Galicji we Lwowie w IV kurii (zamożniejsi mieszkańcy miasteczek i wsi) obwodu Tarnów, okręgu wyborczego nr 67 Dąbrowa-Żabno. Pierwsza sesja pod przewodnictwem marszałka krajowego Leona Ludwika Sapiehy odbyła się 15-26 kwietnia 1861, ostatnia 19 listopada - 31 grudnia 1866. Równocześnie był posłem do austriackiej Rady Państwa w Wiedniu. Należał do Koła Polskiego, frakcji konserwatystów. Powtórnie wybrany do Sejmu Krajowego Galicji, rozpoczął pracę 18 lutego 1867, a zakończył 13 listopada 1869 z powodu rozwiązania sejmu patentem cesarskim z 21 maja 1870.
Podczas powstania styczniowego spieszył z posługą sakramentalną rannym powstańcom. 11 lipca 1864 został powtórnie aresztowany przez władze austriackie z powodu udzielenia schronienia na plebanii w Odporyszowie swojemu przyjacielowi, kapelanowi powstańców, którym był o. Barard Bulsiewicz. Na skutek interwencji Prezydium Biskupiego w Tarnowie został zwolniony po upływie dwóch miesięcy pod warunkiem wpłaty grzywny w wysokości 30 florenów. 
Był promotorem Jana Wnęka, który na jego zlecenie wykonywał prace ciesielskie oraz rzeźbił figury do kaplic. 
Został odznaczony przez władze kościelne przywilejem noszenia rokiety i mantoletu. Biskup tarnowski Józef Alojzy Pukalski nadał mu tytuł kanonika honorowego Kapituły Katedralnej w Tarnowie. 
W zapisie testamentalnym przekazał swój bogaty księgozbiór bibliotece seminaryjnej w Tarnowie. 
Zgodnie z ostatnią wolą został pochowany pod kaplicą na nowym cmentarzu w Odporyszowie. Z czasem miejsce jego pochówku uległo zapomnieniu.

## Upamiętnienie

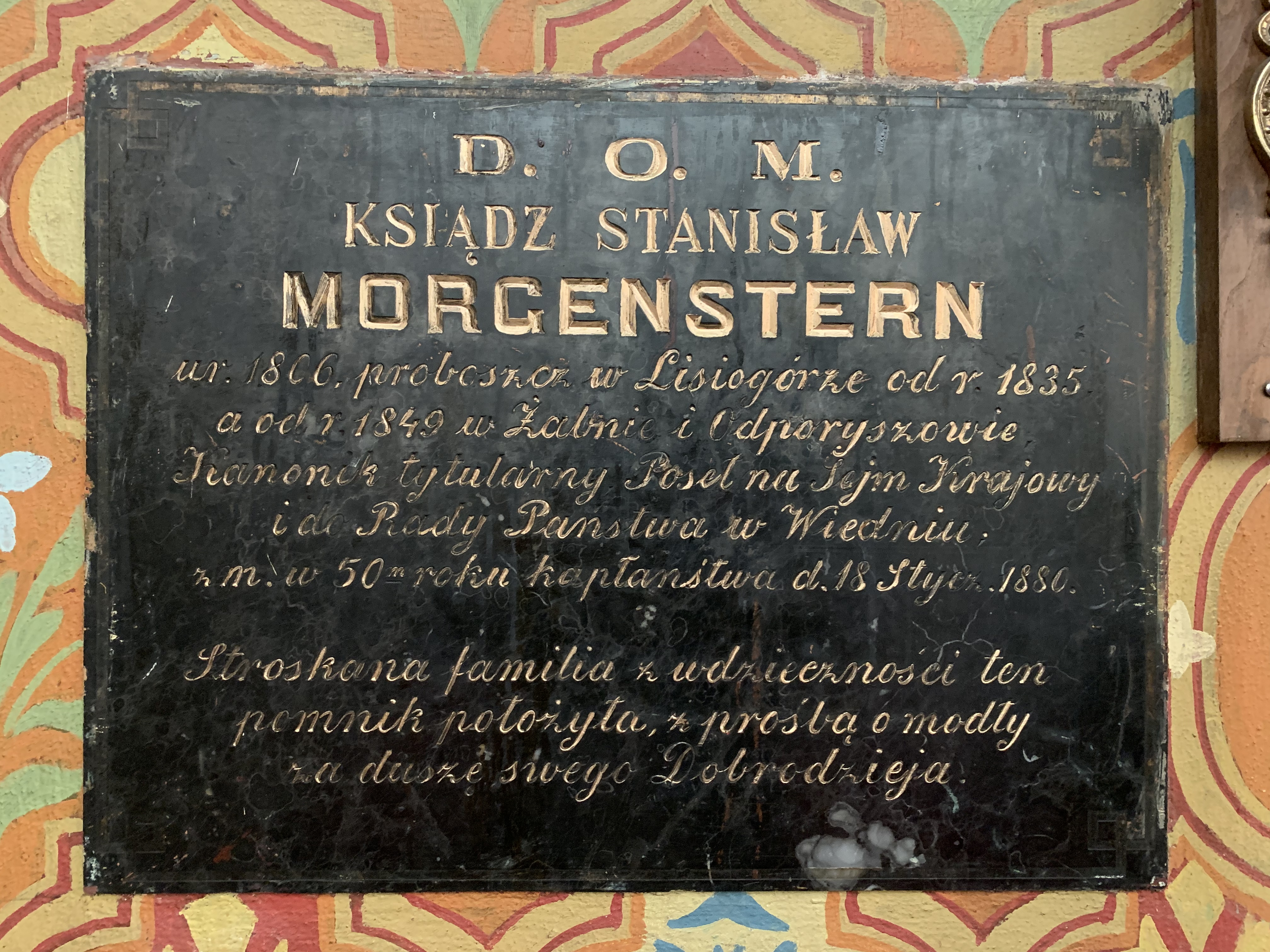
Pamiątkowa tablica w prezbiterium kościoła w Odporyszowie

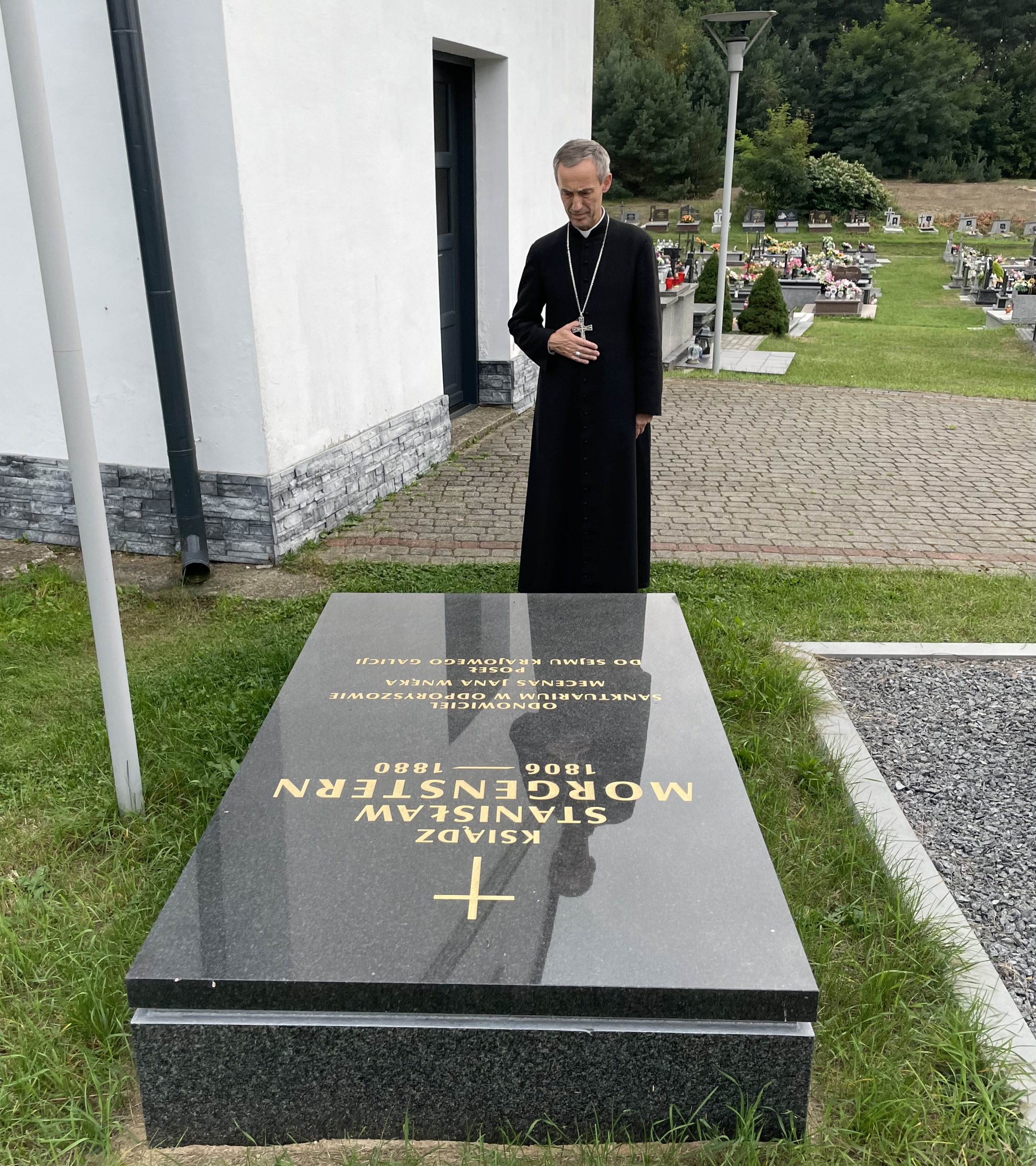
Biskup Stanisław Salaterski przy grobie ks. Stanisława Morgensterna

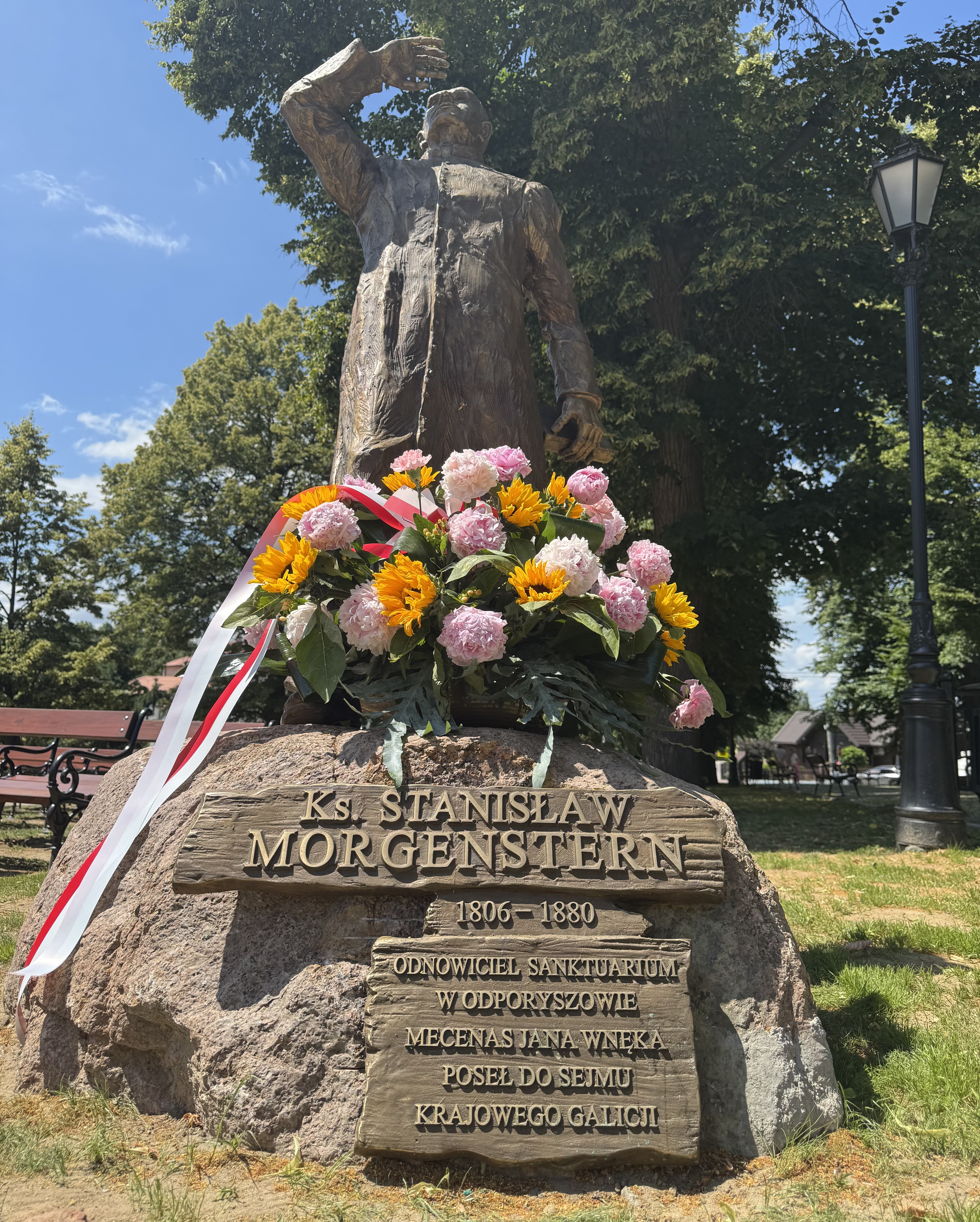
Pomnik ks. Stanisława Morgensterna na placu odpustowym w Odporyszowie (2025)

29. czerwca 2025 został odsłonięty pomnik ks. Stanisława Morgensterna na placu odpustowym przed sanktuarium w Odporyszowie.
W prezbiterium odporyszowskiego kościoła, obok wejścia do zakrystii znajduje się pamiątkowa tablica z czarnego marmuru poświęcona ks. Stanisławowi Morgensternowi.
Z inicjatywy ks. Andrzeja Augustyńskiego, we wrześniu 2021 Fundacja Demos dokonała rekonstrukcji jego grobu.